# Districte de Jonzac
El Districte de Jonzac és un dels cinc districtes del departament francès del Charente Marítim, a la regió de la Nova Aquitània. Té 7 cantons i 114 municipis. El cap del districte és la sotsprefectura de Jonzac.

## Cantons
cantó d'Archiac - cantó de Jonzac - cantó de Mirambeau - cantó de Montendre - cantó de Montguyon - cantó de Montlieu-la-Garde - cantó de Saint-Genis-de-Saintonge

## Evolució demogràfica
| Evolució de la població INSEE |      |      |      |      |      |      |      |      |
| 1793                          | 1800 | 1806 | 1821 | 1831 | 1836 | 1841 | 1846 | 1851 |
| -                             | -    | -    | -    | -    | -    | -    | -    | -    |

| 1856 | 1861 | 1866 | 1872 | 1876 | 1881 | 1886 | 1891 | 1896 |
| ---- | ---- | ---- | ---- | ---- | ---- | ---- | ---- | ---- |
| -    | -    | -    | -    | -    | -    | -    | -    | -    |

| 1901 | 1906 | 1911 | 1921 | 1926 | 1931 | 1936 | 1946   | 1954   |
| ---- | ---- | ---- | ---- | ---- | ---- | ---- | ------ | ------ |
| -    | -    | -    | -    | -    | -    | -    | 59.070 | 59.362 |

| 1962   | 1968   | 1975   | 1982   | 1990   | 1999   | 2006 | 2011 | 2016 |
| ------ | ------ | ------ | ------ | ------ | ------ | ---- | ---- | ---- |
| 59.932 | 57.404 | 54.883 | 57.724 | 52.269 | 51.675 | -    | -    | -    |

| 2019 | - | - | - | - | - | - | - | - |
| ---- | - | - | - | - | - | - | - | - |
| -    | - | - | - | - | - | - | - | - |